# Bni Khloug
Bni Khloug (franska: Bni Khloug (CR), Bni Khloug (Commune Rurale), arabiska: عين بلال) är en kommun i Marocko.   Den ligger i provinsen Settat och regionen Casablanca-Settat, i den norra delen av landet, 160 km söder om huvudstaden Rabat. Antalet invånare är 12 722.